# Веричев, Григорий Владимирович
Григорий Владимирович Веричев (4 апреля 1957, Кунгур, Пермская область, СССР — 25 мая 2006, Челябинск, Россия) — советский дзюдоист и рестлер, заслуженный мастер спорта СССР (1984), бронзовый призёр Олимпийских игр, чемпион и неоднократный призёр чемпионатов мира, неоднократный чемпион и призёр чемпионатов Европы, девятикратный чемпион СССР и призёр чемпионатов СССР по дзюдо, двукратный обладатель Кубка мира (1984,1986), чемпион мира среди студентов (1982) чемпион турнира «Дружба-84», чемпион Игр доброй воли, двукратный чемпион мира среди полицейских (1992), победитель Спартакиады народов СССР (1983, победитель 33 международных  турниров по дзюдо класса «А». Подполковник Внутренних войск МВД РФ.

## Биография
Родился в Кунгуре в 1957 году. В 1969 году вместе с семьёй переехал в Свердловск и начал заниматься самбо. Выступал на соревнованиях областного уровня, в 1974 году перешёл в дзюдо и переехал в Челябинск к известному тренеру Х. М. Юсупову. Уже в 1978 году стал чемпионом СССР и чемпионом Европы в команде.
На становление спортсмена повлиял Анатолий Алексеевич Хмелев.
Выступая на Летних Олимпийских играх 1988 года в Сеуле, боролся в категории свыше 95 килограмма. В его категории боролись 26 спортсменов, разделённые на две группы. Соревнования велись по версии системы с выбыванием после двух поражений.
В этой системе в первом круге например: борец «А» выигрывает у борца «Б», а борец «В» у борца «Г». Во втором круге встречаются выигравшие «А» и «В», при этом «А» выигрывает схватку. В этом случае «Г» (как проигравший проигравшему) выбывает из турнира, а «Б» (как проигравший выигравшему) встречается с «В» в так называемой утешительной схватке и проигравший её также выбывает из турнира. Если борец «А» продолжает выигрывать схватки, то за ним продвигается к финальной стадии и «Б», выигрывая в утешительных схватках проигравших борцу «А». Если «А» проигрывает, то и «Б» выбывает из турнира. Если «А» выходит в финал, то «Б» будет участвовать в схватке за третье место с проигравшим борцу «А» в полуфинале. Таким образом, исключается возможность того, что в первых схватках выбывали сильные борцы.
В схватках Григорий Веричев дошёл до полуфинала, где проиграл Хенри Штёру (ГДР). В схватке за третье место Григорий Веричев победил Иштвана Дубовжски (Венгрия).
Коронным приёмом Григория Веричева являлась передняя подсечка (харай цурикоми аси).
В 1989 году оставил спортивную карьеру.
В 1990 году Веричев начал карьеру в рестлинге, присоединившись к японскому рестлинг-промоушну Frontier Martial-Arts Wrestling (FMW). Там он стал чемпионом мира WWA по боевым искусствам в тяжёлом весе (удерживал титул 90 дней), командным чемпионом мира WWA по боевым искусствам (с Тарзаном Гото) и победителем командного турнира по уличным дракам 1992 года с (с Ацуси Онита). Последний матч в FMW Веричев провёл 8 декабря 1993 года.
Возвратившись, приступил к тренерской работе. Был президентом челябинского клуба дзюдо, консультантом сборной России по дзюдо, работал тренером Уральского военного округа. Подполковник внутренних войск МВД РФ.
По некоторым данным, Григорий Веричев обладатель уникального рекорда: ни с одного старта в своей спортивной карьере борец не возвращался без медали. По другим данным, за свою спортивную карьеру Григорий Веричев участвовал в 187 турнирах, провёл более 800 схваток и выиграл 161 медаль различного достоинства.
Награждён орденом «Знак Почёта», медалью «За трудовую доблесть».
Умер 25 мая 2006 года. Похоронен на Митрофановском кладбище в Челябинске (на Аллее почётных захоронений).
Именем Веричева названа детско-юношеская спортивная школа олимпийского резерва в Челябинске. В память о борце ежегодно проводится Всероссийский турнир среди юниоров, который является отборочным турниром на Первенство России по дзюдо среди юниоров.

## Соревнования и турниры (кроме указанных в карточке, выборочно)
| Год  | Место проведения | Соревнования                          | Занятое место | Категория            |
| ---- | ---------------- | ------------------------------------- | ------------- | -------------------- |
| 1976 | Лодзь            | Международный турнир юниоров          |               | свыше 93 килограммов |
| 1976 | Пхеньян          | Международный турнир юниоров «Дружба» |               | свыше 93 килограммов |
| 1978 | Липецк           | Чемпионат СССР                        |               | до 95 килограммов    |
| 1978 | Париж            | Чемпионат Европы (командный)          |               | до 95 килограммов    |
| 1978 | Падерборн        | German Open                           |               | свыше 95 килограммов |
| 1979 | Тбилиси          | Международный турнир                  |               | до 95 килограммов    |
| 1979 | Потсдам          | Международный турнир                  |               | до 95 килограммов    |
| 1980 | Бранденбург      | Международный турнир                  |               | свыше 95 килограммов |
| 1980 | Тбилиси          | Международный турнир                  |               | свыше 95 килограммов |
| 1980 | Потсдам          | Международный турнир                  |               | свыше 95 килограммов |
| 1981 | Минск            | Чемпионат СССР                        |               | абсолютная           |
| 1981 | Минск            | Чемпионат СССР                        |               | свыше 95 килограммов |
| 1981 | Токио            | Кубок Дзигоро Кано                    |               | абсолютная           |
| 1982 | Тбилиси          | Международный турнир                  |               | абсолютная           |
| 1982 | Тбилиси          | Международный турнир                  |               | свыше 95 килограммов |
| 1982 | Кишинёв          | Чемпионат СССР                        |               | абсолютная           |
| 1982 | Кишинёв          | Чемпионат СССР                        |               | свыше 95 килограммов |
| 1982 | Ювяскюля         | Чемпионат мира среди студентов        |               | свыше 95 килограммов |
| 1982 | Милан            | Чемпионат Европы (командный)          |               | свыше 95 килограммов |
| 1983 | Тбилиси          | Международный турнир                  |               | свыше 95 килограммов |
| 1983 | Москва           | Чемпионат СССР                        |               | свыше 95 килограммов |
| 1983 | Прага            | Czech Cup                             |               | свыше 95 килограммов |
| 1984 | Тбилиси          | Международный турнир                  |               | абсолютная           |
| 1984 | Тбилиси          | Международный турнир                  |               | свыше 95 килограммов |
| 1984 | Каунас           | Чемпионат СССР                        |               | свыше 95 килограммов |
| 1984 | Каунас           | Чемпионат СССР                        |               | абсолютная           |
| 1984 | Вена             | Кубок мира                            |               | свыше 95 килограммов |
| 1985 | Будапешт         | Hungaria Cup                          |               | абсолютная           |
| 1985 | Челябинск        | Чемпионат СССР                        |               | свыше 95 килограммов |
| 1985 | Челябинск        | Чемпионат СССР                        |               | абсолютная           |
| 1985 | Брюссель         | Чемпионат Европы (командный)          |               | свыше 95 килограммов |
| 1985 | Париж            | Межконтинентальный кубок (командный)  |               | свыше 95 килограммов |
| 1986 | Москва           | Чемпионат СССР                        |               | свыше 95 килограммов |
| 1986 | Москва           | Чемпионат СССР                        |               | абсолютная           |
| 1986 | Токио            | Кубок Мацутаро Сорики                 |               | свыше 95 килограммов |
| 1986 | Токио            | Кубок Мацутаро Сорики                 |               | абсолютная           |
| 1986 | Тбилиси          | Международный турнир                  |               | свыше 95 килограммов |
| 1986 | Вена             | Кубок Мацумае                         |               | свыше 95 килограммов |
| 1986 | Токио            | Кубок Дзигоро Кано                    |               | абсолютная           |
| 1987 | Ленинград        | Чемпионат СССР                        |               | свыше 95 килограммов |
| 1987 | Ленинград        | Чемпионат СССР                        |               | абсолютная           |
| 1987 | Токио            | Кубок Мацутаро Сорики                 |               | свыше 95 килограммов |
| 1987 | Токио            | Кубок Мацутаро Сорики                 |               | свыше 95 килограммов |
| 1987 | Тбилиси          | Международный турнир                  |               | свыше 95 килограммов |
| 1987 | Минск            | Чемпионат СССР                        |               | свыше 95 килограммов |
| 1989 | Токио            | Кубок Мацутаро Сорики                 |               | абсолютная           |
| 1989 | Сеул             | Sungkop Tournament                    |               | свыше 95 килограммов |
| 1989 | ?                | Кубок Мацумае                         |               | свыше 95 килограммов |
| 1992 | Вашингтон        | Чемпионат мира среди полицейских      |               | свыше 95 килограммов |
| 1992 | Вашингтон        | Чемпионат мира среди полицейских      |               | абсолютная           |